# Red Orchestra: Ostfront 41–45
Red Orchestra: Ostfront 41–45 – gra komputerowa z gatunku first-person shooter w realiach II wojny światowej, wyprodukowana przez Tripwire Interactive i wydana w 2006 przez Valve Corporation. Powstała na podstawie modyfikacji do gry Unreal Tournament 2004 nazwanej Red Orchestra, która została uhonorowana nagrodą w konkursie Make Something Unreal.

## Fabuła
Akcja gry ukazuje starcia pomiędzy wojskami niemieckimi, a żołnierzami Armii Czerwonej w latach 1941–1945. W grze można walczyć w takich miejscowościach jak Żytomierz, Odessa, Gdańsk, Białystok, a także góry Kaukaz i być świadkami słynnych bitew, takich jak bitwa stalingradzka (konkretnie obrona domu Pawłowa), bitwa pod Kurskiem, walki o Warszawę i na końcu bitwa o Berlin (obrona Reichstagu).
Gra dzieli żołnierzy obu stron na kilka różnych profesji, np. oficer, snajper, czołgista, piechur, szturmowiec, cekaemista, żołnierze z karabinami samopowtarzalnymi oraz saper.

## Modyfikacje
W 2009 roku, Tripwire wydał pierwszą modyfikację do gry Red Orchestra, Mare Nostrum, której akcja dzieje się w Afryce Północnej w latach 1940–1944. Druga modyfikacja, z premierą w 2010 roku to Darkest Hour, której akcja rozgrywa się we Francji i częściowo w Niemczech w latach 1944–1945.